# EnSilica
Az EnSilica egy tervezési szolgáltatásokat és IP core fejlesztő cég, székhelye az angliai Wokingham. Leginkább az eSi-RISC konfigurálható mikroprocesszor-tervéről ismert, amely egy egylapkás rendszerekben alkalmazható processzormag. Emellett az IP kommunikáció terén is elismert szállító, ezen a téren az eSi-Comms eszközcsaládja ismert.

## Története
Az EnSilica 2001-ben alakult, néhány félvezető-szakember közreműködésével, akik globális távközlési vállalatoknál töltöttek be mérnöki és vezetői pozíciókat. A kommunikációban használt alkalmazásspecifikus integrált áramkörök ismerete alapozta meg a cég tevékenységét, amely mostanára az egyik vezető design szolgáltatásokat kínáló céggé nőtte ki magát az Egyesült Királyság csúcstechnológiai szektorában.
A vállalat központja Wokinghamban található, és nemrég nyitották meg a Cambridge-i tervezőközpontjukat.

## Az eSi-RISC
Az EnSilica szoft processzor IP magokat fejleszt további szintetizált csipekben, és kimondottan beágyazott rendszerekben való felhasználásra; ezeket fogja össze az eSi-RISC nevű család. Az EnSilica licenceli a konfigurálható processzor-technológiát és alapvetően három szabványos konfigurációt nyújt: a eSi-1600, eSi-3200 és eSi-3250 jelűeket, valamint egyedi terveket is készít.

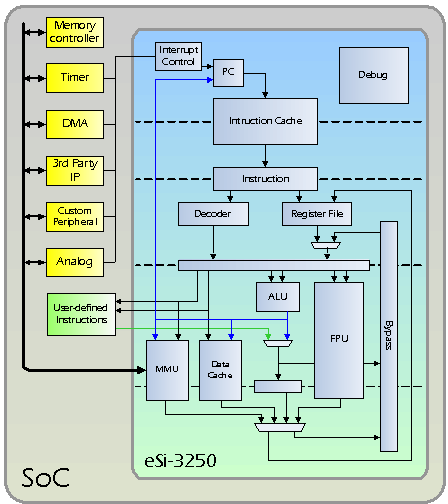
Az eSi-3250 SoC architektúra

Az eSi-1600 16 bites CPU mag egy olcsó, kis fogyasztású ASIC-ba integrálható és FPGA-ban megvalósítható processzor. Számítási teljesítménye közel áll a drágább 32 bites megoldásokéhoz, ezzel és alacsony fogyasztásával együtt a 8 bites CPU-knál sokkal gyorsabb és gazdaságosabb megoldást nyújt.
Az eSi-3200 32 bites CPU mag egy rendkívül kis méretű és kis fogyasztású processzor, amelyet csipen belüli memóriákkal járó ASIC és FPGA rendszerekbe terveztek. Beágyazott vezérlőalkalmazásokban használják.
Az eSi-3250 32 bites CPU az eSi-RISC család csúcsmodellje, kifejezetten nagy teljesítményű és nagy memóriaigényű alkalmazásokat céloz.
A processzorokban ötfokozatú futószalag található, és magas órajelfrekvenciákon működnek. Legtöbb utasításuk végrehajtása egy órajelciklust igényel, a teljesítmény fokozásában nagy szerepet kapnak az optimalizáló C és C++ fordítók is. A processzor statikus elágazásbecslést alkalmaz.
Az eSi-RISC utasításkészlet a szokásos csoportokra osztható, tartalmaz számtani és logikai utasításokat, ezekhez kapcsolható az eltolások, a szorzás és osztás és az összehasonlítások utasításai. Az eltolásokat egy barrel shifter végzi. A további csoportok a betöltés/kiírás, elágazások, szubrutinhívások valamint a rendszerszintű megszakításkezelő utasítások. Érdekesség, hogy a processzor tartalmaz kisebb fogyasztású állapotokba való átmenetet vezérlő utasításokat is. Az architektúrának opcionális utasításai és címzési módjai is vannak, amelyek az adott alkalmazás igényeinek megfelelően beépíthetők.
A processzor néhány utasítása a felhasználó által definiálható logika számára szolgál, ezek egy egyszerű interfészen keresztül definiálhatók és használhatók. Az utasítások 16 vagy 32 bit hosszúak, az operandusok és utasítástípus függvényében. A leggyakrabban használt utasítások mind 16 bit méretűek, ez növeli a kódsűrűséget.
Az eSi-RISC fejlesztőkészlet a GNU programfejlesztési eszközkészleten (development toolchain) alapul, amelyben megtalálható az optimizáló C és C++ fordító, assembler, linker, debugger, szimulátor és a bináris segédprogramok. Mindezeket az Eclipse integrált fejlesztői környezet fogja össze. A debugger JTAG vagy soros interfészen keresztül csatlakozhat a CPU-hoz. Rendelkezésre áll egy átfogó C és C++ könyvtár. A fejlesztőkörnyezet futhat Windows és Linux alatt is.

## Az eSi-Comms
Az EnSilica számos kommunikációs IP megoldást is licencel, főleg a modern COFDM kommunikációs rendszerekhez. Ezek között megtalálhatók a kritikus demodulációs és az előremutató hibajavítást (forward error correction) végző modulok, mint pl. gyors Fourier-transzformáció Viterbi dekóder Reed–Solomon dekóder . Ezek különálló IP magok, amelyek magukban is, de eSi-RISC processzoros egylapkás rendszerekbe integrálva is használhatók.

## Fordítás
Ez a szócikk részben vagy egészben  az   EnSilica című angol Wikipédia-szócikk ezen változatának fordításán alapul.  Az eredeti cikk szerkesztőit annak laptörténete sorolja fel. Ez a jelzés csupán a megfogalmazás eredetét és a szerzői jogokat jelzi, nem szolgál a cikkben szereplő információk forrásmegjelöléseként.